# Veleposlaništvo
Veleposlaništvo predstavlja skupina ljudi iz tuje države, ki s prisotnostjo v gostujoči državi zastopajo interese ali organizacijo tuje države v diplomatskem pomenu. Na čelu veleposlaništva je veleposlanik, ki ima omejen mandat. Za morebitno nadaljevanje funkcije veleposlanika mora biti vnovično izvoljen v matični državi. Po navadi se veleposlaništvo nahaja v glavnem mestu gostujoče države.

## Veleposlaništva v Sloveniji
V Sloveniji ima veleposlaništva 31 držav:
- Albanija
- Avstrija
- Bolgarija
- Brazilija
- Bosna in Hercegovina
- Češka
- Črna gora
- Egipt
- Francija
- Gruzija
- Grčija
- Hrvaška
- Irska
- Italija
- Ljudska republika Kitajska
- Madžarska
- Severna Makedonija
- Nemčija
- Nizozemska
- Norveška
- Poljska
- Portugalska
- Romunija
- Rusija
- Slovaška
- Srbija
- Španija
- Švedska
- Švica
- Turčija
- Združeno kraljestvo
- ZDA

## Slovenska veleposlaništva v tujini
Slovenija ima 43 predstavništev v tujini:
- Albanija
- Argentina
- Avstrija
- Avstralija
- Belgija
- Bolgarija
- Bosna in Hercegovina
- Brazilija
- Češka
- Črna gora
- Danska
- Egipt
- Francija
- Grčija
- Hrvaška
- Indija
- Iran
- Italija
- Izrael
- Japonska
- Južna Koreja
- Kanada
- Kosovo
- Ljudska republika Kitajska
- Madžarska
- Severna Makedonija
- Nemčija
- Nizozemska
- Poljska
- Portugalska
- Romunija
- Rusija
- Slovaška
- Srbija
- Španija
- Švedska
- Švica
- Turčija
- Ukrajina
- Vatikan
- Združeni arabski emirati
- Združeno kraljestvo
- ZDA